# Catena
Pour les articles homonymes, voir Catena (homonymie).

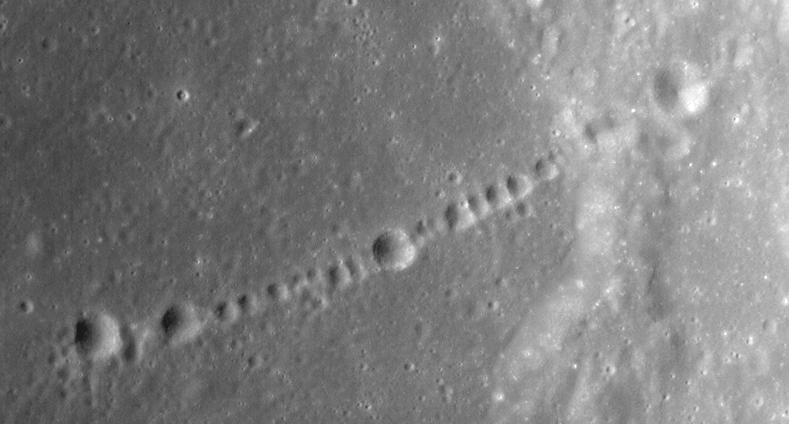
Davy Catena, sur la Lune.

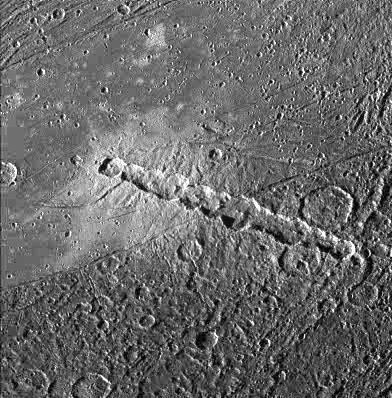
Chaîne de cratères sur Ganymède.

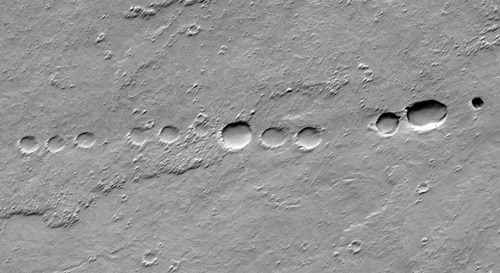
Chaîne de cratères sur Mars issu de l'effondrement d'un ancien tunnel de lave.

En géologie planétaire, une catena (pluriel : catenae) est une chaîne de cratères d'impact ou bien un alignement de dépressions sans bords surélevés, formées par effondrement du sous-sol ou du toit d'un tube de lave ou bien par une série d'impacts comme par exemple à la suite de la dislocation d'un astéroïde. Le catena (mot latin signifiant chaîne) désigne une chaîne de cratères, le pluriel est catenae, comme le précisent les règles de l'Union astronomique internationale sur la nomenclature des planètes. Les catenae sont observables sur la surface des corps astronomiques (planète, lune, astéroïde).
On pense que de nombreux exemples de telles chaînes ont été formées par l'impact d'un corps qui a été brisé par les forces de la marée en une chaîne d'objets plus petits suivant à peu près la même orbite. La comète Shoemaker-Levy 9 est un exemple d'un tel corps détruit par les effets de marée avant son impact sur Jupiter. Lors des observations du système Jupiter par Voyager, les scientifiques ont identifié 13 chaînes de cratères sur Callisto et trois sur Ganymède, sans compter celles formées par des cratères secondaires. Certaines de ces chaînes se sont finalement avérées être des caractéristiques secondaires ou tectoniques, mais d'autres chaînes ont été découvertes. En 1996, 8 chaînes primaires sur Callisto et 3 sur Ganymède ont été confirmées.
D'autres cas, sur Mars, sont des chaînes de fosses d'effondrement associées à des grabens (voir, par exemple, le Tithoniae Catenae près de Tithonium Chasma).
Les chaînes de cratères observées sur la Lune se sont souvent formées à partir de cratères plus grands, soit par des impacts secondaires des éjecta des cratères plus grands, soit par l'activité des cheminées volcaniques le long d'une faille. 
D'autres chaînes de cratères ont été observées sur Cérès et Triton.

## Exemples
- Acheron Catena
- Alba Catena
- Artynia Catena
- Baphyras Catena
- Ceraunius Catena
- Coprates Catena
- Cyane Catena
- Elysium Catena
- Enki Catena (Ganymède)
- Ganges Catena
- Hyblaeus Catena
- Khnum Catena (Ganymède)
- Labeatis Catenae
- Nanshe Catena (Ganymède)
- Ophir Catenae
- Phlegethon Catena
- Set Catena (Triton)
- Stygis Catena
- Terah Catena (Ganymède)
- Tithoniae Catenae
- Tractus Catena
- Uhola Catenae ((1) Cérès)